# Syrië op de Olympische Zomerspelen 2016
Syrië nam deel aan de Olympische Zomerspelen 2016 in Rio de Janeiro, Brazilië. Zeven sporters deden mee in vijf verschillende disciplines. Twee gevluchte Syriërs bevonden zich in het Olympisch vluchtelingenteam, de in België woonachtige zwemmer Rami Anis (100 meter vlinderslag) en de zwemster Yusra Mardini (200 meter vrije slag), zij verbleef ten tijde van het olympisch jaar in Duitsland. In 2016 maakte Syrië haar olympisch debuut in het tafeltennis.

## Deelnemers en resultaten
(m) = mannen, (v) = vrouwen 

### Atletiek
| Olympiër           | Discipline       | Resultaat | Prestatie                                      |
| ------------------ | ---------------- | --------- | ---------------------------------------------- |
| Majed Aldin Ghazal | hoogspringen (m) | 7e        | kwalificaties: 2,29 m (7e) finale: 2,29 m (7e) |
|                    |                  |           |                                                |
| Ghfran Almouhamad  | 400 m horden (v) | series    | series: 58.85 (8e)                             |

### Gewichtheffen
| Olympiër  | Discipline  | Resultaat | Prestatie                                                       |
| --------- | ----------- | --------- | --------------------------------------------------------------- |
| Man Asaad | +105 kg (m) | 15e       | trekken: 180 kg (17e) stoten: 220 kg (14e) totaal: 400 kg (15e) |

### Judo
| Olympiër      | Discipline | Resultaat    | Prestatie                                    |
| ------------- | ---------- | ------------ | -------------------------------------------- |
| Mohamed Kasem | –73 kg (m) | tweede ronde | tweede ronde verloor van An Chang-rim: ippon |

### Tafeltennis
| Olympiër     | Discipline    | Resultaat | Prestatie                                |
| ------------ | ------------- | --------- | ---------------------------------------- |
| Heba Allejji | enkelspel (v) | voorronde | voorronde verloor van Yadira Silva (0–4) |

### Zwemmen
| Olympiër       | Discipline          | Resultaat | Prestatie             |
| -------------- | ------------------- | --------- | --------------------- |
| Azad Al-Barazi | 100m schoolslag (m) | 36e       | series: 1:02.22 (36e) |
|                |                     |           |                       |
| Bayan Jumah    | 50 m vrije slag (v) | 49e       | series: 26.41 (49e)   |